# Endomelanconium pini
Endomelanconium pini är en svampart som först beskrevs av August Karl Joseph Corda, och fick sitt nu gällande namn av Franz Petrak 1940. Endomelanconium pini ingår i släktet Endomelanconium och familjen Helotiaceae.   Inga underarter finns listade i Catalogue of Life.